# Yancey Arias
Yancey Arias (* 27. červen 1971, New York, USA) je americký herec.

## Životopis
Má kolumbijské a portorické předky. Narodil se a vyrůstal v New Yorku. Před studiem na Carnegie Mellon University navštěvoval Moore Catholic High School a St. John's Preparatory School.
Jeho první velký debut přišel v roce 1992 na Broadwayi v muzikálu Miss Saigon. Kromě televizních rolí také pokračoval v práci v divadle, včetně hlavní role z roku 2000 v muzikálu The Wild Party. V roce 2001 se přestěhoval do Los Angeles, kde žije se svou manželkou, herečkou Annou Alvimovou. Hrál v seriálu Knight Rider – Legenda se vrací v roli Alexe Torrese.